# COO
COO är en engelskspråkig akronym med betydelsen chief operating officer som är huvudchef för det operativa arbetet i ett företag eller stor organisation (operativ chef).